# گوردون سالیوان
گوردون سالیوان (انگلیسی: Gordon R. Sullivan; ۲۵ سپتامبر ۱۹۳۷ – ۲ ژانویهٔ ۲۰۲۴) ژنرال نیروی زمینی ایالات متحده آمریکا بود، که در فاصله سال‌های ۱۹۹۱ تا ۱۹۹۵ به‌عنوان سی و دومین رئیس ستاد نیروی زمینی ایالات متحده آمریکا فعالیت می‌کرد.
سالیوان فعالیت نظامی را از سال ۱۹۵۹ در نیروی زمینی آمریکا آغاز کرد، از ۱۹۸۸ تا ۱۹۸۹ فرماندهی لشکر یکم پیاده‌نظام را برعهده داشت، از ۱۹۹۰ تا ۱۹۹۱ جانشین رئیس ستاد نیروی زمینی آمریکا بود و از اوت تا نوامبر ۱۹۹۳ به‌عنوان وزیر ارتش ایالات متحده آمریکا فعالیت می‌کرد.